# El ídolo caído
El ídolo caído es una película de Carol Reed, del año 1948, uno de los filmes más destacables del director, basada en un relato de Graham Greene y que supone la antesala de su gran obra maestra El tercer hombre.

## Argumento
El matrimonio Baines forma parte del personal de servicio de una embajada. La pareja cuida de Philip, el hijo del embajador francés en Londres. El señor Baines (Ralph Richardson) y el pequeño son dos grandes compañeros, pero la señora Baines (Sonia Dresdel) trata de una manera rigurosa y autoritaria al pequeño. Baines se enamora de Julie (Michèle Morgan), una secretaria de la embajada. Philip intenta ocultar el secreto, aunque la mujer se entera de lo ocurrido por la indiscreción del pequeño. Poco tiempo después, el señor Baines es acusado de matar a su esposa, que cae por las escaleras.